# Quintus Valerius Vegetus (Konsul 91)
Quintus Valerius Vegetus war ein im 1. Jahrhundert n. Chr. lebender römischer Politiker.
Vegetus war im letzten Nundinium des Jahres 91 zusammen mit Publius Metilius Nepos Suffektkonsul. Quintus Valerius Vegetus, Suffektkonsul des Jahres 112, war sein Sohn.